# ايمايلايجيوس زيوباس
ايمايلايجيوس زيوباس (10 يوليو 1990 ببانيفيزيس في ليتوانيا - ) هو لاعب كرة قدم ليتواني في مركز حراسة المرمى. شارك مع منتخب ليتوانيا تحت 21 سنة لكرة القدم ومنتخب ليتوانيا لكرة القدم. أما مع النوادي، فقد لعب مع بييلسكو بياوا ونادي أيك لارنكا ونادي إكراناس ونادي داوغافا وGKS Bełchatów ‏ ونادي فيبورج.

## روابط خارجية
- ايمايلايجيوس زيوباس على موقع الاتحاد الدولي (مؤرشف)  (الإنجليزية)
- ايمايلايجيوس زيوباس على موقع الاتحاد الأوربي (الإنجليزية)
- ايمايلايجيوس زيوباس على موقع اتحاد تركيا (لاعب) (الإنجليزية)
- ايمايلايجيوس زيوباس على موقع قاعدة بيانات كرة القدم.إي يو (الإنجليزية)
- ايمايلايجيوس زيوباس على موقع ناشيونال فوتبول تيمز (الإنجليزية)
- ايمايلايجيوس زيوباس على موقع Soccerway.com (الإنجليزية)
- ايمايلايجيوس زيوباس على موقع عالم كرة القدم.نت (الإنجليزية)